# پرچم لینکلن‌شر
پرچم لینکلن‌شر در ۲۴ اکتبر ۱۹۰۵ پذیرفته شد.